# Darlington (Wisconsin)
Pour les articles homonymes, voir Darlington.
La ville de Darlington est le siège du comté de Lafayette, dans l’État du Wisconsin, aux États-Unis. Sa population s’élevait à 2 451 habitants lors du recensement de 2010, estimée à 2 376 habitants en 2016.

## Démographie
| Groupe            | Darlington | Wisconsin | États-Unis |
| ----------------- | ---------- | --------- | ---------- |
| Blancs            | 89,5       | 86,2      | 72,4       |
| Autres            | 8,5        | 2,4       | 6,2        |
| Métis             | 0,9        | 1,8       | 2,9        |
| Afro-Américains   | 0,5        | 6,3       | 12,6       |
| Amérindiens       | 0,5        | 1,0       | 0,9        |
| Asiatiques        | 0,2        | 2,3       | 4,8        |
| Total             | 100        | 100       | 100        |
|                   |            |           |            |
| Latino-Américains | 12,1       | 5,9       | 16,7       |

Selon l'American Community Survey, pour la période 2011-2015, 92,08 % de la population âgée de plus de 5 ans déclare parler anglais à la maison, alors que 6,92 % déclare parler l'espagnol et 0,73 % l'allemand.

## Source
- (en) Cet article est partiellement ou en totalité issu de l’article de Wikipédia en anglais intitulé « Darlington, Wisconsin » (voir la liste des auteurs).

1. ↑  (en) « Darlington, WI Population - Census 2010 and 2000 », sur censusviewer.com.
2. ↑  (en) « Population of Wisconsin - Census 2010 and 2000 », sur censusviewer.com.
3. ↑  (en) « Language spoken at home by ability to speak English for the population 5 years and over », sur factfinder.census.gov.